# John Rolfe
John Rolfe (1585-marzo de 1622) fue un colono inglés en Norteamérica, conocido por su matrimonio con Pocahontas, la hija del jefe de las tribus amerindias powhatan. Después de contraer matrimonio con Pocahontas, John Rolfe y ella tuvieron un hijo llamado Thomas Rolfe.

## Biografía
Rolfe nació en Heacham, Norfolk, Inglaterra, y fue bautizado el 6 de mayo de 1585. En ese momento, España tenía un virtual monopolio sobre el comercio lucrativo del tabaco. Pero Rolfe fue uno de los numerosos empresarios ingleses que vieron la oportunidad de socavar las importaciones españolas de cultivo de tabaco en la nueva colonia de Virginia y de alguna manera obtuvo semillas de una cepa especial y popular que se cultivaba en América del Sur.
Durante su estancia en Henricus, Pocahontas conoció a John Rolfe y este se enamoró de ella. El viudo Rolfe, que había cultivado con cierto éxito una nueva variedad de tabaco en Virginia, se casó con ella el 5 de abril de 1614 mediante el matrimonio católico y Pocahontas fue bautizada con el nombre de Rebecca Rolfe. El 30 de enero de 1615 nació el hijo de John Rolfe y Pocahontas, llamado Thomas Rolfe.
John Rolfe murió en 1622 cuando su plantación fue atacada por nativos americanos, su verdadero amor y a quien siempre amo fue Pocahontas.